# Расин (тауншип, Миннесота)
Расин (англ. Racine) — тауншип в округе Моуэр, Миннесота, США. На 2000 год его население составило 445 человек.

## География
По данным Бюро переписи населения США площадь тауншипа составляет 93,0 км², из которых 93,0 км² занимает суша, водоёмов нет.

## Демография
По данным переписи населения 2000 года здесь находились 445 человек, 165 домохозяйств и 128 семей.  Плотность населения —  4,8 чел./км².  На территории тауншипа расположено 175 построек со средней плотностью 1,9 построек на один квадратный километр. Расовый состав населения: 98,88 % белых, 0,22 % афроамериканцев, 0,22 % азиатов и 0,67 % приходится на две или более других рас. Испанцы или латиноамериканцы любой расы составляли 0,45 % от популяции тауншипа.
Из 165 домохозяйств в 34,5 % воспитывались дети до 18 лет, в 68,5 % проживали супружеские пары, в 7,9 % проживали незамужние женщины и в 22,4 % домохозяйств проживали несемейные люди. 17,0 % домохозяйств состояли из одного человека, при том 8,5 % из — одиноких пожилых людей старше 65 лет. Средний размер домохозяйства — 2,70, а семьи — 3,07 человека.
25,2 % населения — младше 18 лет, 8,3 % — в возрасте от 18 до 24 лет, 29,0 % — от 25 до 44, 25,8 % — от 45 до 64, и 11,7 % — старше 65 лет. Средний возраст — 38 лет. На каждые 100 женщин приходилось 109,9 мужчин.  На каждые 100 женщин старше 18 приходилось 109,4 мужчин.
Средний годовой доход домохозяйства составлял 54 231 доллар, а средний годовой доход семьи —  55 833 доллара. Средний доход мужчин —  34 375  долларов, в то время как у женщин — 27 813. Доход на душу населения составил 23 320 долларов. За чертой бедности находились 0,7 % семей и 1,2 % всего населения тауншипа, из которых 3,4 % старше 65 лет.